# 南オセチアの国旗
南オセチアの国旗は、白・赤・黄の横三色旗。1990年11月26日の「南オセチア共和国」憲法（第155条）で規定され、国旗令により細部が確定した。
白は知恵、知的生活、道徳の清潔さを、赤は軍人の勇気を、黄色は人々の幸せ、富、繁栄を象徴している。
この旗はジョージアからの分離独立を主張するツヒンヴァリの「南オセチア共和国」（南オセチア自治州）だけでなく、南オセチア共和国政府に反対する、親ジョージア派の「南オセチア臨時行政体」（Provisional Administrative Entity of South Ossetia、南オセチア内のクルタに本拠を置いていた）も使用している。
北に隣接する、ロシア領北オセチア・アラニア共和国もほぼ同様の旗を使っている。相違点は旗の縦横比が異なる点、黄色の濃さが異なる点である。

北オセチア共和国の旗
南オセチアの旗
南オセチアの旗（縦横比2:3の別タイプ）